# Jean Cassou
Jean Cassou (n. 9 iulie 1897 - d. 19 ianuarie 1986) a fost un scriitor, critic de artă francez și luptător în Rezistența franceză.

## Opera

### Poezia
- 1943: Treize și trei de sonete compuse în închisoare ("Trente-trois sonnets composés au secret");
- 1952: Trandafirul și vinul ("La Rose et le vin").

### Proză
- 1926: Armonii vieneze ("Les Harmonies viennoises");
- 1929: Cheia viselor ("La Clef des songes");
- 1935: De la Place de l'Étoile la Jardin des plantes ("De l'Étoile au Jardin des plantes");
- 1935: Masacrele din Paris ("Les Massacres de Paris");
- 1945: Centrul lumii ("Le centre du monde");
- 1962: Ultimele gânduri ale unui îndrăgostit ("Dernières pensées d'un amoureux").

### Critica de artă, eseu
- 1925: Elogiul nebuniei ("Éloge de la Folie");
- 1931: El Greco ("Le Greco")
- 1931: Nopțile lui Musset ("Les nuits de Musset");
- 1932: Măreție și infamie la Tolstoi ("Grandeur et infamie de Tolstoï");
- 1936: Cervantes;
- 1937: Picasso;
- 1947: Ingres;
- 1949: Rodin;
- 1950: Situația artei moderne ("Situation de l'art moderne");
- 1953: Nudul în pictură ("Le nu dans la peinture");
- 1960: Panorama artiștilor plastici contemporani ("Panorama des arts plastiques contemporains").